# Chris Stout
Christopher (Chris) Stout is een Australisch waterskiër.

## Levensloop
Stout werd in 2007 wereldkampioen in de Formule 2 en in 2011 in de Formule 1 van het waterski racing.
Zijn zus Trudi is ook actief in het waterskiën.

## Palmares
- 2007:  Wereldkampioenschap Formule 2
- 2009:  Wereldkampioenschap Formule 1
- 2010:  Diamond Race
- 2011:  Diamond Race
- 2011:  Wereldkampioenschap Formule 1